# Gettysburg National Military Park
Il Gettysburg National Military Park protegge e interpreta il paesaggio della Battaglia di Gettysburg avvenuta del 1863 durante la guerra di secessione americana. Situato a Gettysburg (Pennsylvania), il parco viene gestito dal National Park Service.
Le proprietà del GNMP comprendono la maggior parte del campo di battaglia di Gettysburg, molte delle aree di supporto della stessa (ad esempio riserve, rifornimenti e luoghi ospedalieri) e molte altre aree associate alle "conseguenze e commemorazioni" della battaglia, inclusa il Cimitero nazionale di Gettysburg. Molti dei 43.000 artefatti della guerra civile sono esposti nel Gettysburg Museum and Visitor Center.
Il parco ospita una terra maggiormente boschiva di quanto non lo fosse nel 1863, e il National Park Service ha un programma in corso per ripristinare porzioni del campo di battaglia alle loro condizioni originarie non boscose, nonché per ripiantare frutteti e boschi che ora mancano. Sta inoltre reinserendo piante autoctone a prati e bordi di strade, per incoraggiare l'habitat e fornire un paesaggio storico. Ci sono anche molte strade e strutture a beneficio dei turisti che visitano il sito.
Nel 1915 la "National Park Commission" testò le guide del campo di battaglia e, a causa delle limitate conoscenze (in particolare dei più esperti, ad esempio, solo 1 su 8 era ancora capace di nominare le 7 strade), istituì una scuola per istruire ed autorizzare la guida turistica preposta.